# Leszek Bolesławowic (1115–przed 1131)
Leszek (ur. 1115 lub 1116, zm. 26 sierpnia przed 1131) – najstarszy syn Bolesława III Krzywoustego, księcia Polski z dynastii Piastów, i jego drugiej żony Salomei z Bergu.
Niewiele informacji się o nim zachowało. Wiadomo tylko, że zmarł za życia ojca.
Leszek, syn Krzywoustego, był pierwszą historycznie poświadczoną osobą, która nosiła to imię. Przypuszcza się, że imię to otrzymał pod wpływem Kroniki polskiej Anonima zwanego Gallem, gdzie został wśród legendarnych przodków Bolesława Krzywoustego został wymieniony Lestek, wnuk Piasta. 
Narodziny Leszka doprowadziły do powstania problemu dynastycznego, gdyż Bolesław Krzywousty z pierwszego małżeństwa miał syna Władysława II. Istnieje przypuszczenie, że już wtedy Krzywousty chciał statutowo uregulować następstwo tronu. Z kolei palatyn Skarbimir z rodu Awdańców miał uważać, że o wyborze następcy tronu powinna decydować elita możnowładcza. Efektem tego sporu miał być bunt wzniecony przez palatyna w 1118 roku.

## Genealogia
| Władysław I Herman ur. ok. 1043 zm. 4 VI 1102 | Władysław I Herman ur. ok. 1043 zm. 4 VI 1102 |                                                        |                                                        | Judyta Przemyślidka ur. 1056–1058 zm. 25 XII 1086 | Judyta Przemyślidka ur. 1056–1058 zm. 25 XII 1086 |  |  | Henryk z Bergu ur. ? zm. 24 IX 1116 | Henryk z Bergu ur. ? zm. 24 IX 1116 |                                               |                                               | Adelajda z Mochental ur. ? zm. 1 XII 1125 | Adelajda z Mochental ur. ? zm. 1 XII 1125 |
|                                               |                                               |                                                        |                                                        |                                                   |                                                   |  |  |                                     |                                     |                                               |                                               |                                           |                                           |
|                                               |                                               |                                                        |                                                        |                                                   |                                                   |  |  |                                     |                                     |                                               |                                               |                                           |                                           |
|                                               |                                               | Bolesław III Krzywousty ur. 20 VIII 1086 zm. 28 X 1138 | Bolesław III Krzywousty ur. 20 VIII 1086 zm. 28 X 1138 |                                                   |                                                   |  |  |                                     |                                     | Salomea z Bergu ur. zap. 1099 zm. 27 VII 1144 | Salomea z Bergu ur. zap. 1099 zm. 27 VII 1144 |                                           |                                           |
|                                               |                                               |                                                        |                                                        |                                                   |                                                   |  |  |                                     |                                     |                                               |                                               |                                           |                                           |
|                                               |                                               |                                                        |                                                        |                                                   |                                                   |  |  |                                     |                                     |                                               |                                               |                                           |                                           |
|                                               |                                               |                                                        |                                                        |                                                   |                                                   |  |  |                                     |                                     |                                               |                                               |                                           |                                           |

|  |  |  |  | Leszek Bolesławowic (ur. 1115 lub 1116, zm. 26 VIII przed 1131) |